# Ichiji Otani
Ichiji Otani (大谷 一二 Ōtani Ichiji?,  31 de agosto de 1912 en Hyogo - 23 de noviembre de 2007) fue un futbolista japonés que se desempeñaba como delantero.
Otani fue elegido para integrar la selección nacional de Japón para los Juegos del Lejano Oriente de 1934, donde disputó 3 encuentros.

## Trayectoria

### Clubes
| Club                            | País  | Año  |
| ------------------------------- | ----- | ---- |
| Universidad de Comercio de Kobe | Japón | ???? |

### Selección nacional
| Selección | País  | Año  |
| --------- | ----- | ---- |
| Absoluta  | Japón | 1934 |

## Estadística de equipo nacional
| Selección de Japón | Selección de Japón | Selección de Japón |
| Año                | Part.              | Goles              |
| ------------------ | ------------------ | ------------------ |
| 1934               | 3                  | 1                  |
| Total              | 3                  | 1                  |